# Margerine Eclipse
Margerine Eclipse — восьмой студийный альбом британской инди-рок группы Stereolab. Он был выпущен 27 января 2004 года в Северной Америке компанией Elektra Records и 2 февраля 2004 года на международном рынке компанией Duophonic Records. Альбом в значительной степени является панегириком бывшей участнице группы Мэри Хансен, которая умерла в 2002 году.
К июню 2004 года Margerine Eclipse был продан тиражом более 40 000 копий в США. Ремастированное и расширенное издание альбома было выпущено Duophonic и Warp Records 29 ноября 2019 года.

## История
Во время работы над Margerine Eclipse группа Stereolab столкнулись с большим количеством трудностей и душевных терзаний. Как раз перед тем, как группа приступила к работе над альбомом, клавишница и вокалистка Мэри Хансен погибла в возрасте всего 36 лет, когда в декабре 2002 года её велосипед сбил грузовик. Несмотря на потерю, Stereolab решили продолжить запись в новой студии, которую они строили в регионе Медок во Франции, но с трудом завершили её строительство. Впоследствии группа посвятила Margerine Eclipse Хансен, а в тексте песни «Feel and Triple» есть конкретная ссылка на неё. Незадолго до начала работы над альбомом участники группы Тим Гейн и Летиция Садье прекратили свои романтические отношения. На их разрыв намекает текст песни Садье «Hillbilly Motobike».

## Отзывы
| Совокупная оценка    | Совокупная оценка |
| Источник             | Оценка            |
| -------------------- | ----------------- |
| Metacritic           | 77/100            |
| Оценки критиков      |                   |
| Источник             | Оценка            |
| AllMusic             | [ 9 ]             |
| Alternative Press    | 4/5               |
| Drowned in Sound     | 8/10              |
| Entertainment Weekly | A−                |
| Mojo                 | [ 17 ]            |
| The Observer         | [ 1 ]             |
| Pitchfork            | 7.6/10            |
| Rolling Stone        | [ 19 ]            |
| Spin                 | B−                |
| Uncut                | [ 21 ]            |

Sound-Dust был встречен музыкальными критиками в целом благосклонно.
Хизер Фарес из AllMusic отметил, что «Чудо, что Margerine Eclipse не только существует, но и является одной из самых радостных музыкальных композиций в карьере Stereolab последнего времени. „Feel and Triple“, возможно, является наиболее явной данью уважения их погибшему другу, но потеря Хансена также накладывает тень на такие песни, как „…Sudden Stars“. Как и на EP „Instant 0 in the Universe“, её нежный, размеренный синтезатор и изящные вокальные линии стали ещё более пронзительными благодаря таким словам, как „If you must go, go“. В других частях Stereolab продолжают тенденцию Sound-Dust по упорядочиванию и изменению звуков, которые они исследовали ранее. Подобные моменты делают Margerine Eclipse сильным, удивительно энергичным альбомом группы, которая стремится к самосовершенствованию, независимо от обстоятельств».

## Список композиций
Слова и музыка всех песен — Тима Гейна и Летисии Садье.
| №                   | Название                 | Длительность |
| ------------------- | ------------------------ | ------------ |
| 1.                  | «Vonal Declosion»        | 3:34         |
| 2.                  | «Need to Be»             | 4:50         |
| 3.                  | «...Sudden Stars»        | 4:41         |
| 4.                  | «Cosmic Country Noir»    | 4:47         |
| 5.                  | «La Demeure»             | 4:36         |
| 6.                  | «Margerine Rock»         | 2:56         |
| 7.                  | «The Man with 100 Cells» | 3:47         |
| 8.                  | «Margerine Melodie»      | 6:19         |
| 9.                  | «Hillbilly Motobike»     | 2:23         |
| 10.                 | «Feel and Triple»        | 4:53         |
| 11.                 | «Bop Scotch»             | 3:59         |
| 12.                 | «Dear Marge»             | 6:56         |
| Общая длительность: | Общая длительность:      | 53:41        |

| №                   | Название                 | Длительность |
| ------------------- | ------------------------ | ------------ |
| 1.                  | «Vonal Declosion»        | 3:34         |
| 2.                  | «Need to Be»             | 4:50         |
| 3.                  | «...Sudden Stars»        | 4:41         |
| 4.                  | «Cosmic Country Noir»    | 4:47         |
| 5.                  | «La Demeure»             | 4:36         |
| 6.                  | «Margerine Rock»         | 2:56         |
| 7.                  | «The Man with 100 Cells» | 3:47         |
| 8.                  | «Margerine Melodie»      | 6:19         |
| 9.                  | «Hillbilly Motobike»     | 2:23         |
| 10.                 | «La Spirale»             | 2:24         |
| 11.                 | «Feel and Triple»        | 4:53         |
| 12.                 | «Bop Scotch»             | 3:59         |
| 13.                 | «Dear Marge»             | 6:56         |
| Общая длительность: | Общая длительность:      | 56:05        |

| №                   | Название                                                              | Длительность |
| ------------------- | --------------------------------------------------------------------- | ------------ |
| 1.                  | «Mass Riff»                                                           | 6:30         |
| 2.                  | «Good Is Me»                                                          | 5:27         |
| 3.                  | «Microclimate»                                                        | 4:39         |
| 4.                  | «Mass Riff» (instrumental intro)                                      | 1:13         |
| 5.                  | «Jaunty Monty and the Bubbles of Silence»                             | 4:30         |
| 6.                  | «Banana Monster ne répond plus»                                       | 4:28         |
| 7.                  | «University Microfilms International»                                 | 4:01         |
| 8.                  | «Rose, My Rocket-Brain! (Rose, le cerveau electronique de ma fusée!)» | 5:26         |
| Общая длительность: | Общая длительность:                                                   | 36:14        |

## Чарты
| Чарт (2004)                                  | Высшая позиция |
| -------------------------------------------- | -------------- |
| Шотландия (Scottish Albums Chart)            | 86             |
| Великобритания (UK Albums Chart)             | 108            |
| Великобритания (UK Independent Albums Chart) | 11             |
| США (Billboard 200)                          | 174            |
| США (Billboard Top Heatseekers Albums)       | 6              |